# Sultanatul Zanzibar
Sultanatul Zanzibar (swahili Usultani wa Zanzibar, arabă سلطنة زنجبار ) a cuprins teritoriile asupra cărora sultanul Zanzibarului își exercita autoritatea. Întinderea acestor teritorii au variat de-a lungul timpului. La un moment dat, sultanatul a inclus Kenya și Arhipelagul Zanzibar. Mai târziu, teritoriul sultanatului a inclus doar o fâșie de 16 km lățime pe litoralul Kenyei și Zanzibarul. Printr-un unui acord încheiat la 8 octombrie 1963, sultanul a renunțat la suveranitatea asupra teritoriului pe care îl mai controla în Kenya. La 12 ianuarie 1964, sultanul Jamshid bin Abdullah a fost detronat și a pierdut suveranitatea asupra ultimului teritoriu pe care îl mai stăpânea, Zanzibarul.

## Istoric

### Fondarea sultanatului
În 1698, Zanzibarul a devenit parte a teritoriilor de peste mări ale  Omanului, după ce Saif bin Sultan, imamul din Oman, i-a învins peportughezii la Mombasa, pe teritoriul Kenyei de azi. În 1832 or 1840, sultanul Omanului Said bin Sultan și-a mutat curtea de la Muscat la Stone Town pe insula Unguja. El a condus sprijinind-se pe o elită de origine arabă și a încurajat dezvoltarea culturilor de cuișoare și folosirea muncii sclavilor plantații. Comerțul a trecut treptat în mâninile negustorilor din Subcontinentul Indian, pe care Said i-a încurajat să se așeze în insulă. După moartea lui din 1856, doi dintre fii săi Majid bin Said și Thuwaini bin Said, s-au luptat pentru dreptul de succesiune, iar Zanzibarul și Omanul au fost despărțite în două regate separate. Thuwaini a devenit sultanul Muscat și Oman, iar Majid a devenit primul sultan al Zanzibarului, fiind obligat însă să plătească un tribut anual fratelui său din Muscat. În timpul domniei de 14 ani, Majid și-a consolidat puterea bazându-se pe câștigurile din comerțul local cu sclavi. Urmașul lui, Barghash bin Said, a contribuit la abolirea comerțului cu sclavi în Zanzibar și a impulsionat dezvoltarea infrastructurii țării. Al treilea sultan, Khalifa bin Said, a dus o politică de abolire completă a scalviei în regat.
Exploratorul din secolul al XVI-lea Leon Africanul descria populația băștinașă a sultanatului Zanzibarului (Zanguebar) ca fiind în cea mai mare parte păgâni, cu păr creț și ten închis la culoare. Locuitorii din nordul extrem al Zanzibarului erau musulmani cu pielea aproape albă, alături de ei trăind și un mic număr de păgâni negri.

### Pierderea de către sultan a controlului asupra teritoriilor

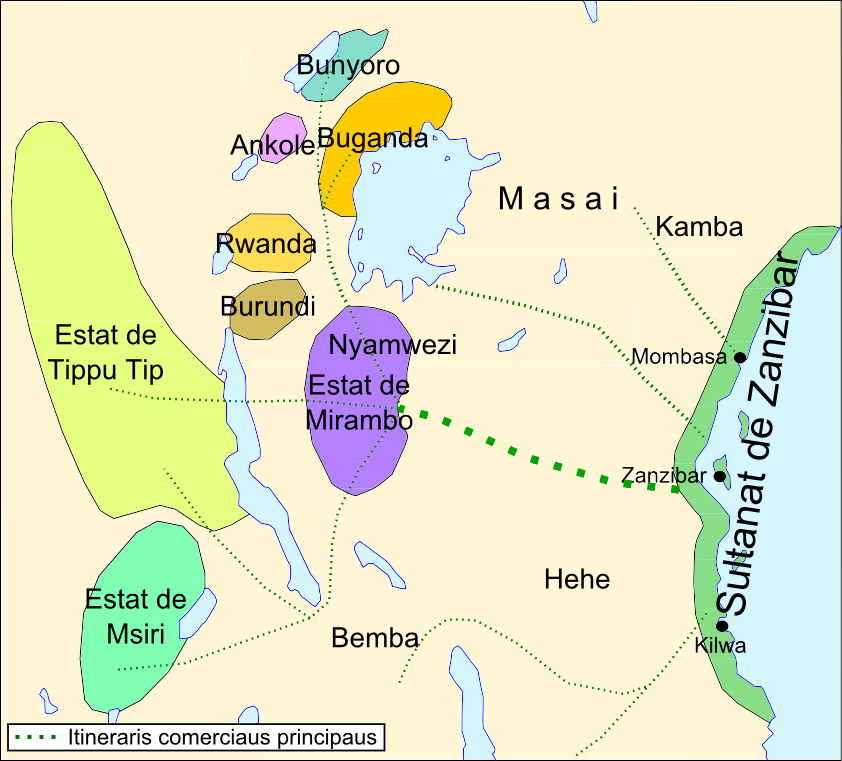
Sultanatul Zanzibar prin anul 1875

Până în 1884, sultanii Zanzibarului controlau o parte importantă a Coastei Swahili, așa-numitul Zanj, și rutele comerciale care se extindeau adânc în teritoriul continentului până la Kindu, pe malurile fluviului Congo. În acel an însă, Societatea pentru colonizarea germană i-a obligat pe șefii locali de pe continent să accepte protecția germană, determinându-l pe sultanul  Bargash bin Said să protesteze.
În paralel cu desfășurarea Conferinței de la Berlin (Conferința Congo) și cu întețirea luptei pentru împărțirea Africii, germanii și-au demonstrat în 1885 interesul în zonă prin acțiunile nou createi Companiei Africii de Est Germane, care avea ca sarcină colonizarea regiunii.
În 1886, britanicii și germanii s-au întâlnit în secret să discute obiectivele lor de expansiune în regiunea Marile Lacuri Africane, care să țină cont de sferele de influență asupra cărora căzuseră deja de acord cu un an mai înainte – britanicii urmând să ocupe teritoriul care avea să devină Protectoratul Africii Răsăritene ( Kenya din zilele noastre), iar germanii să ocupe Tanzaniei din zilele noastre. Ambele puteri au concesionat regiuni litorale de la sultanul Zanzibarului și au fondat puncte comerciale. În doar câțiva ani, toate posesiunile de pe continent ale Zanzibarului au ajuns să fie administrate de puterile imperiale europene, începând cu preluarea în 1888 de către Compania Imperială Britanică a Africii Răsăritene a controlului asupra portului Mombasa.
În același an, Compania Africii de Est Germane a obținut controlul oficial asupra zonei litorale care fusese supusese mai înainte protecției germane. Această acțiune a dus la o răscoală a localnicilor - Insurecția lui Abushiri ibn Salim al-Harthi – care a fost înăbușită de forțele navale unite germane și britanice. Înăbușirea revoltei băștinașilor a anunțat sfârșitul controlului Zanzibarului asupra teritroriilor din Africa continentală. 

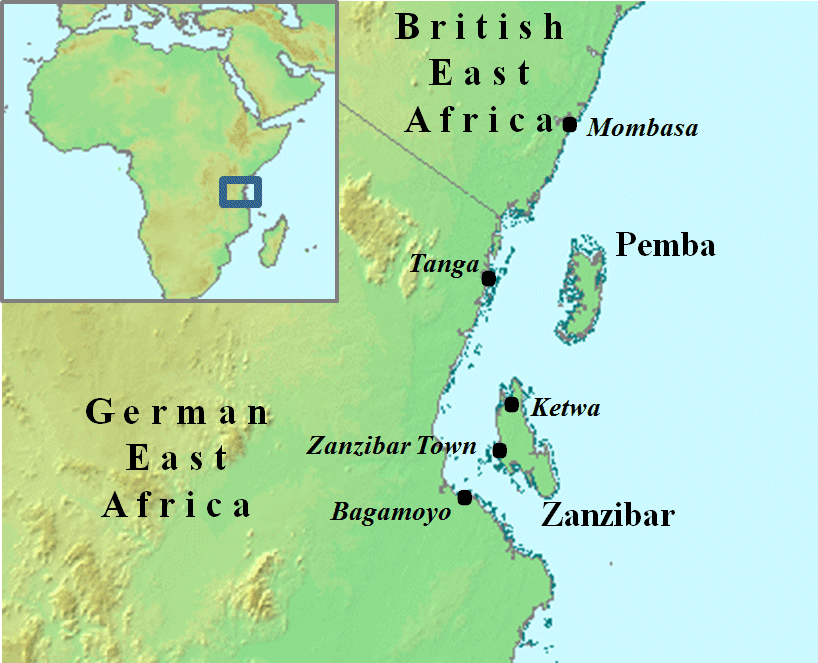
Insula Unguja și Africa continentală în timpul războiului Regatul Unit și Zanzibar

#### 1890 – înființarea de către britanci a Protectoratului Zanzibarului în domeniile controlate de sultan
După semnarea Tratatului Heligoland-Zanzibar dintre Regatul Unit și Imperiul German în 1890, Zanzibarul a devenit protectorat britanic. În august 1896, după moartea sultanului Hamad bin Thuwaini, Regatul Unit și Zanzibarul au fost implicate într-un „război” de 38 de minute, cel mai scurt război cunoscut până acum. A izbucnit o luptă pentru succesiune. Vărul sultanului, Khalid bin Barghash a ocupat tronul, dar britanicii îl doreau sultan pe Hamoud bin Mohammed, cu care considerau că pot colabora mai ușor. Britanicii i-au dat lui Khalid o oră să părăsească palatul sultanului din Stone Town. Khalid a refuzat și a adunat în grabă o armată de 2.800 de oameni cu care să lupte cu britanicii. Britanicii au lansat un atac asupra palatului și a altor obiective din oraș, după care Khalid s-a retras și, mai apoi, a plecat în exil. Hamoud a fost instalat ca sultan după acest conflict fără să mai întâmpine opoziție.
Teritoriul Zanzibarului din acel moment includea și fâșia de 16 km de pe litoralul Kenyei, care avea să devină mai târziu  Protectoratul Kenyei și a fost subiect de dezbatere în parlamentul britanic.

#### 1895 – fondarea de către britanici aProtectoratului Africii Răsăriteneîn părți ale domeniilor controlate sultan

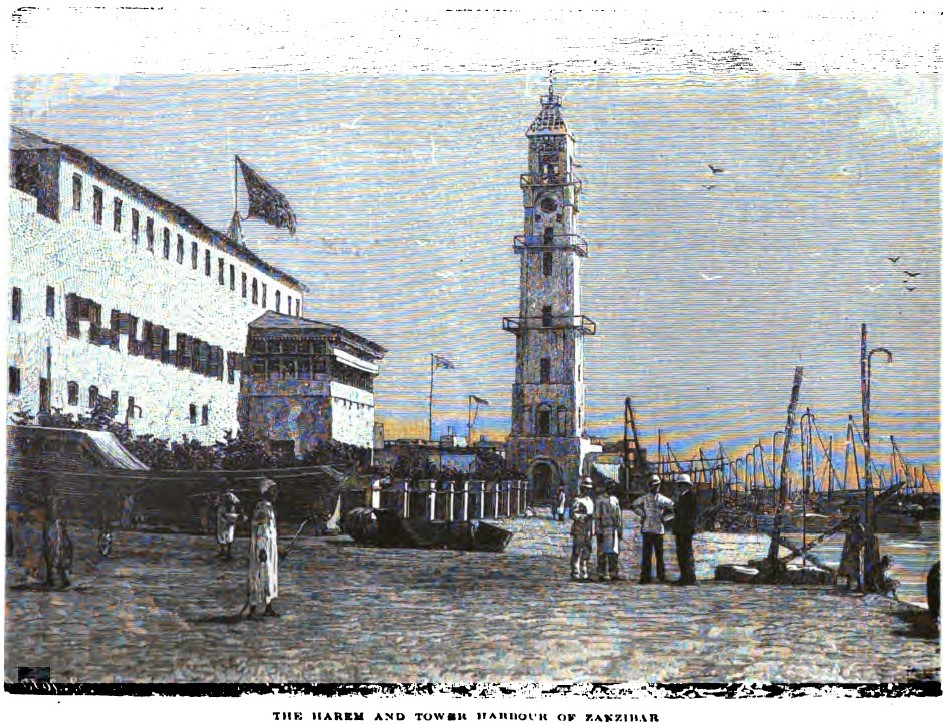
Haremul și Tower Harbour din Zanzibar (p.234), London Missionary Society

În 1886, guvernul britanic l-a încurajat pe Sir William Mackinnon, care avea deja un acord cu sultanul și a cărui companie de transport maritim făcea comerț intensiv în regiunea Marilor Lacuri Afrcane, să întărească influența britanică în regiune. El a format „British East Africa Association”, care a fost precursoarea Compania Imperială Britanică a Africii Răsăritene, cea care a primit concesiunea în 1888 și a primit dreptul să administreze teritoriul. Compania a administrat 240 km de zonă litorală, care se întindea la râul Jubba, prin Mombasa, până la granița Africa Orientală Germană, teritoriu concesionat de la sultan.  Sfera de influență britanică asupra căreia se convenise la Conferința de la Berlin din 1885, se extindea de la țărmul oceanului în interiorul continentului în ceea ce avea să fie Kenya și care, după 1890, a inclus și Uganda. Mombasa a fost centrul administrativ al teritoriului.
Cu toate acestea, compania a avut rezultate tot mai slabe, iar la 1 iulie 1895, guvernul britanic a proclamat un Protectoratul Africii de Est, administrația fiind transferată către Foreign Office. În 1902, administrarea regiunii a fost transferată către Colonial Office, iar teritoriul Ugandei a fost încorporat în noul protectorat. În 1897, Hugh Cholmondeley , pionierul colonizării albilor, a sosit în regiunea platourilor înalte din Kenya, care era atunci parte a protectoratului.:761 Hugh Cholmondeley a fost plăcut impresionat de posibilitățile de dezvoltare a agriculturii în regiune. În 1902, granițele protectoratului au fost extinse, incluzând ceea ce fusese până atunci Provincia Estică a Ugandei.:761 Tot în 1902, East Africa Syndicate a primit o concesiune de 1.300km2, unde să dezvolte așezări ale albilor în regiunea platourilor înalte. Lord Delamere a început operațiuni agricole extinse și, în 1905, când un număr mare de noi coloniști au sosit din Anglia și Africa de Sud, protectoratul a fost transferat de sub autoritatea Ministerului de Externe la cel al Oficiului Colonial.:762 Capitala a fost mutată de la Mombasa la Nairobi în 1905. A regular Government and Legislature were constituted by Order in Council in 1906.:761 Aici și-au avut sediile biroul guvernatorului și consiliile legislativ și executiv. Locotenent colonelul J. Hayes Sadler a fost primul guvernator și comandant al armatei locale. Deși au existat unele conflicte cu triburile locale, guvernul a reușit să asigure exploatarea și colonizarea teritoriului fără vărsări importante de sânge.:761 După prima conflagrație mondială, au sosit tot mai mulți fermieri din Anglia și Africa de Sud, iar în 1919, populația de origine europeană era estimată la 9.000 de coloniști.:761

#### 1920 – sultanul a pierdut suveranitatea asupra a ceea ce a devenitColonia Kenyei
Pe 23 iulie 1920, teritoriile continentale ale Protectoratului Africii de Est au fost anexate ca dominioane printr-un ordin guvernamental. 
Acea parte a fostului protectorat a fost transformată în Colonia Kenyei și, din acel moment, sultanul din Zanzibar a încetat să mai fie suveran al teritoriul respectiv. Restul fâșiei de coastă lată de aproximativ 16 km (cu excepția Wituland) a rămas un protectorat în conformitate cu înțelegerea avută cu sultanul. Acea fâșie de coastă, care a rămas sub suveranitatea sultanului Zanzibarului, a fost transformată în Protectoratul Kenyei în 1920.
Protectoratul Kenyei a fost guvernat ca parte a Colonia Kenya în virtuea unei înțelegeri dintre Regatul Unit și sultan din 14 decembrie 1895.:762

#### 1963 – sultanul cedează suveranitatea asupra Protectoratului Kenyei
Atât colonia Kenyei și protectoratul Kenyei și-au încetat existența pe 12 decembrie 1963. Regatul Unit a cedat suveranitatea asupra coloniei Kenya și, printru-un acord din 8 octombrie 1963, sultanul a fost de acord să cedeze suveranitatea asupra protectoratuli Kenyei odată cu proclamarea independenței Kenyei.:762 Pe 12 decembrie 1963, prin Legea independenței Kenyei a devenit un stat independent. Exact un an mai târziu, pe 12 decembrie 1964, a fost proclamată „Republica Kenya”.:762

#### 1963/1964 – Protectoratul Zanzibar și-a încetat existența iar sultanul a fost detronat

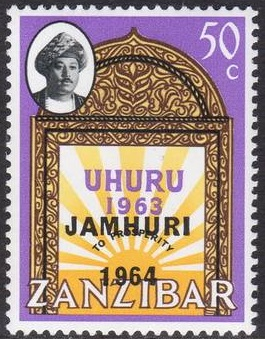
Timbru cu chipul sultanului pe care a fost supratipărit textul „Jamhuri 1964 “ (Republica 1964)

Pe 10 decembrie 1963, protectoratul britanic asupra Zanzibarului, care exista din 1890, și-a încetat existența. Regatul Unit nu a ofetit Zanzibarului independența, deoarece Zanzibarul nu a fost niciodată colonie a Marii Britanii. În schimb, prin Legea Zanzibar din 1963, Regatul Unit punea capăt existenței protectoratului și a asigurat condițiile autoguvernării țării ca o țară independentă în cadrul Commonwealthului. După abolirea protectoratului, Zanzibarul a devenit o monarhie constituțională condusă de sultan. Sultanul Jamshid bin Abdullah a fost detronat o lună mai târziu în timpul Revoluției din Zanzibar. Jamshid a plecat în exil, iar în locul sultanatului a fost proclamată Republica Populară Zanzibar și Pemba. În aprilie 1964, această republică socialistă și-a încetat existența odată cu unirea cu Tanganyika, alături de care a format Republica Unită a Tanganyikăi și Zanzibarului, care avea să se transforme șase luni mai târziu în Tanzania.

## Date demografice
În 1964, Zanzibarul era o monarhie constituțională condusă de sultanul Jamshid bin Abdullah. Zanzibar avea o populați de aproximativ 230.000 de indigeni, dintre care unii afirmau că au strămoși persani, ei fiind cunoscuți cu numele de shirazi. De asemenea, aici trăiau minorități importante a 50.0000 de arabi și 20.000 asiatici din sudul continentului, care ocupau poziții importante în afaceri și comerț. Diferitele grupuri etnice s-au amestect de-a lungul timpului, diferențele dintre ele devenind mai puțin evidente și, conform unor istorici, unul dintre principalele motive ale sprijinului pentru sultanul Jamshid a fost diverstitate etnică a familiei sale. Cu toate acestea, locuitorii de origine arabă, care erau în general mari proprietari de pământ, erau în general mai bogați decât indigenii. Principalele partide politice au fost organizate în bună parte pe criterii etnice. Arabii dominau Partidul Naționalist, în vreme ce indigenii erau majoritari în Partidul Afro-Shirazi ( marxist).

## Resurse internet
- Pagina oficială a familiei regale a Zanzibarului
- „Zanzibar, a sultanate and British protectorate of East Africa”. Encyclopædia Britannica (ed. 11). 1911.